# Abbazia di Engelszell
L'abbazia di Engelszell (in tedesco Stift Engelszell) è un'abbazia cistercense trappista, l'unica in Austria, situata nei pressi di Engelhartszell an der Donau, nella regione dell'Alta Austria.

## Storia
La prima abbazia fu fondata da Bernardo di Prambach, vescovo di Passavia, nel 1293 e unita all'ordine cistercense nel 1295. Soppressa da Giuseppe II nel 1786, venne ripresa da una comunità monastica proveniente da Oelenberg solo nel 1925 ed elevata al rango di abbazia nel 1931.
Il 2 dicembre 1939 l'abbazia fu confiscata dalla Gestapo e la comunità monastica, che contava 73 monaci, fu evacuata. Quattro monaci furono internati nel campo di concentramento di Dachau, mentre gli altri furono imprigionati altrove o arruolati forzatamente nella Wehrmacht. Alla fine della seconda guerra mondiale, nel 1945, solo un terzo dei monaci precedentemente residenti poté rientrare nell'abbazia. Tuttavia il posto dei monaci mancanti fu preso dai trappisti tedeschi espulsi dall'abbazia di Mariastern, di Banja Luka, in Bosnia, con il loro abate Bonaventura Diamant.
Dal 2012  nell'Abbazia viene prodotta la birra Stift Engelszell che nel 2012 ha ottenuto la certificazione di birra trappista, revocata nel 2023.

## La chiesa abbaziale
L'attuale chiesa abbaziale fu eretta tra il 1754 ed il 1764, quando fu consacrata dal Principe vescovo di Passavia, Leopold Ernst von Firmian. L'edificio religioso è stato concepito in stile rococò ed ha una torre al centro della facciata, alta 76 metri. L'interno è decorato con opere degli artisti Johann Georg Üblhör, Joseph Deutschmann e Bartolomeo Altomonte.

## Superiori

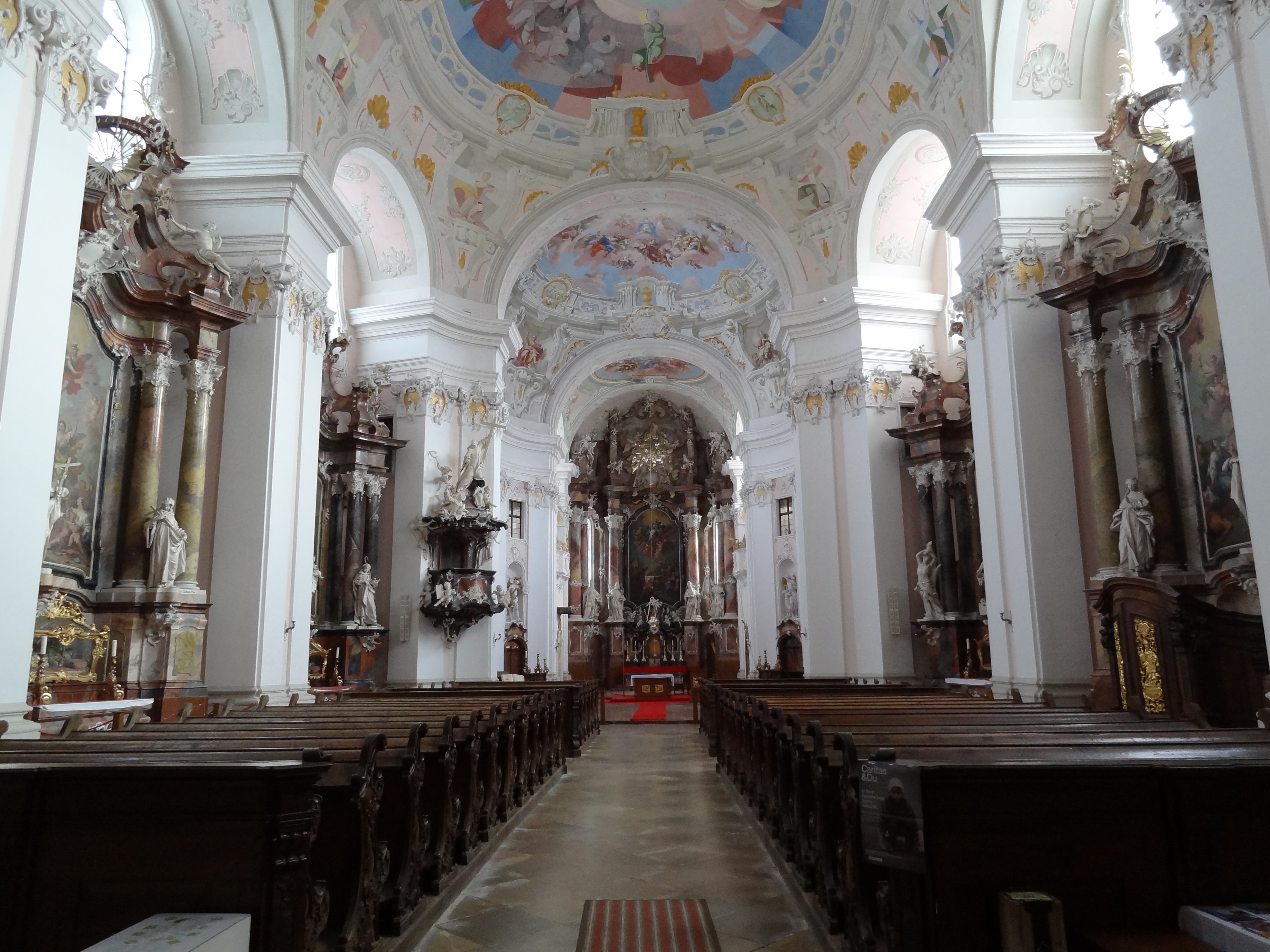
L'interno della chiesa abbaziale

- Gregorius Eisvogel, 1925-1950, prete titolare, a partire dal 1931
- Franziskus Hien, 1950-1951, superiore ad nutum
- Basile Sartorio, 1951, superiore ad interim
- Bonaventura Diamant, 1951–1952, superiore ad nutum
- Benno Stumpf, 1952–1966, superiore ad nutum, a partire dal 1953
- Willibald Knoll, 1966–1983, abate
- Klaus Jansen, 1982–1989, amministratore apostolico, a partire dal 1982, abate 1983-1989
- Nivard Volkmer, 1989–1991, superiore ad nutum
- Marianus Hauseder, dal 1991 superiore ad nutum, abate 1995-2012
- Hubert Bony, superiore ad nutum a partire dal 2017